# Brad Whitford
Pour les articles homonymes, voir Whitford.
Brad Whitford est un guitariste américain né le 23 février 1952 à Reading (Massachusetts), ayant intégré Aerosmith au début des années 1970, après le départ de Ray Tabano, ce dernier refusant catégoriquement de monter sur scène.
Brad faisait à l'époque figure de vétéran, ayant déjà participé à de nombreux groupes locaux américains tels que Teapot Dome, Earth Incorporated, Cymbals Of Resistance, et Justin Tyme. Il fut recruté par petites annonces.
Guitariste solide et inspiré, seul véritable musicien expérimenté aux débuts du groupe, il laissa peu à peu le leadership à Joe Perry. Sa participation active aux compositions d'Aerosmith n'est plus à démontrer, bien que très peu de morceaux lui soient crédités, la plupart étant signés du tandem Tyler/Perry. Cette situation, ajoutée aux nombreux problèmes de drogues du groupe dans les années 1970, le poussera à claquer la porte pendant les sessions de Night in the Ruts en 1979, suivant ainsi de près Joe Perry. Durant un temps, il rejoindra Derek St. Holmes, ancien guitariste-chanteur chez Ted Nugent. Ils sortiront un seul disque sobrement baptisé Whitford/St. Holmes en 1981, avant que Brad ne rejoigne ses anciens comparses d'Aerosmith en 1984.
en 2012 il participe au 13e album de Joe Bonamassa Driving towards the daylight en tant que 2nd guitare sur sept morceaux.
Son fils Graham Whitford, également guitariste,  joue au sein du groupe Tyler Bryant & The Shakedown.
Laissons à Steven Tyler le mot de la fin : « Joe est autodidacte et son jeu vient de l'émotion brute. Pas que Brad ne le fait pas, mais son style est plus "scolaire" ».
- 1981 : Whitford/St. Holmes